# Guldbagge
Guldbagge (dansk: "guldbille") er en svensk filmpris, som er blevet uddelt siden 1964 af Svenska Filminstitutet for en "fremragende indsats indenfor svensk film i det forgangne år". Prisen blev oprindeligt uddelt i tre kategorier, men gennem årene er antallet blevet udvidet til omkring tyve kategorier. Udover de traditionelle kategorier, uddeles der også specialpriser ved uddelingen, såsom Hedersguldbaggen, Gullspira og Guldbaggens publikpris. 
Guldbagge-statuetten, der er en emaljeret og forgyldt fantasiguldbille af kobber, er designet af kunstneren Karl Axel Pehrson og fremstillet af kunstsmeden Patrik Sandell. En guldbagge vejer omkring 1,20 kilogram.
Den første filmgalla, eller det første filmbal som det hed på det tidspunkt, afholdtes på Grand Hôtel i Stockholm den 25. september 1964. Det første år uddeltes kun tre guldbagger: for bedste instruktion, som tildeltes Ingmar Bergman; Ingrid Thulin udnævntes til bedste kvindelige skuespiller, begge førnævnte for Stilheden; Keve Hjelm belønnedes for rollen i Kvarteret Korpen.
Siden begyndelsen er næsten 300 guldbagger blevet uddelt. Jan Troell har flest guldbagger, hvor han til og med 2009 havde vundet fem styk.